# Liste der Bodendenkmäler in Ebnath
Auf dieser Seite sind die Bodendenkmäler in der Oberpfälzer Gemeinde Ebnath zusammengestellt. Diese Tabelle ist eine Teilliste der Liste der Bodendenkmäler in Bayern. Grundlage ist die Bayerische Denkmalliste, die auf Basis des Bayerischen Denkmalschutzgesetzes vom 1. Oktober 1973 erstmals erstellt wurde und seither durch das Bayerische Landesamt für Denkmalpflege geführt wird. Die folgenden Angaben ersetzen nicht die rechtsverbindliche Auskunft der Denkmalschutzbehörde.

## Bodendenkmäler in Ebnath
| Lage                  | Objekt | Akten-Nr.     | Bild |
| --------------------- | --- | ------------- | ---- |
| Kirchweg 5 (Standort) | Archäologische Befunde des Mittelalters und der frühen Neuzeit im Bereich der katholischen Pfarrkirche St. Ägidius in Ebnath, darunter die Spuren von Vorgängerbauten bzw. älterer Bauphasen. | D-3-6037-0032 |      |
| (Standort)            | Archäologische Befunde der mittelalterlichen Burg und des frühneuzeitlichen Schlosses in Ebnath.                                                                                              | D-3-6037-0033 |      |
| (Standort)            | Archäologische Befunde des abgegangenen frühneuzeitlichen Unteren Schlosses in Ebnath. | D-3-6037-0034 |      |